# Галена
Галена е българска попфолк и фолклорна певица.

## Биография

### Ранни години
Галена Вичева Генчева е родена на 21 май 1985 г. в Смядово. Според официалния ѝ сайт четири години изучава народно пеене в музикално училище в Шумен, въпреки че в града няма музикално училище. Две години по-късно се премества и продължава образованието си в Димитровград.
През 2009 г. ражда първото си дете – Стефан, а през 2017 г. втория си син – Александър.

### Ранна кариера
Галина Генчева започва кариерата си под сценичното име Галя и през 2004 година записва първата си песен „Можеш ли“, последвана през следващата година от „Ангел по лице, дявол по сърце“, „Лъжец“ и „Само миг“. През 2005 година издава шест песни – „Дъждовно реге“ през пролетта, „Екстаз“ през лятото, след това „Шефът“, „Чужди“ и „Харесвам те“ и в края на годината „Как не те е срам“.
През 2008 година е сред участниците в телевизионно танцувално състезание „Денсинг Старс“.
В края на април 2013 година излиза диск № 15 от поредицата „Златните хитове на Пайнер“, включващ 10 популярни песни на Галена. През лятото издава песента „Дай ми“, която анкета сред зрителите на телевизионното предаване на „Пайнер“ „Фолкмаратон“ обявява за „хит на лятото“.
На 24 февруари 2014 година за 13-и път се раздават годишните музикални награди на Телевизия Планета, Галена си тръгва с четири награди една от който е най-престижната награда на церемонията фолк идол на 2014. След наградите на Телевизия Планета става ясно, че певицата подготвя дуетна песен с колежката ѝ Деси Слава. Песента носи името „В твоите очи“, а клипа към песента излиза на 29 май и за по-малко от седмица събира над 1 милион гледания. На 11 юни по случай концерта „25 години Пайнер“ заедно с Преслава, Емилия, Деси Слава, Анелия и Цветелина Янева представят нов вариант на популярната народна песен „Лале ли си, зюмбюл ли си“. Месец по-късно на 9 юли излиза видеоклип на добруджанската народна песен – „Лале ли си, зюмбюл ли си“ На 8 юли излиза видеоклип на Галена е към песента „Стара каравана“. Същият ден излиза видеото към най-новата песен на Борис Дали е с участието на Галена и Галин. В началото на август излиза „Кой“ петият и дуетният албум на Галена. Изключително приятно изненадани бяха меломаните, тъй като с албума излезе и новият дует на Галена, който този път е с Преслава. Песента носи заглавието „Живей“.

### 2016 – 2024 година
– На 5 януари излиза новата песен на Крум с клип към нея – „Както желаете, мис“. Тя е фютчъринг с Галена. Първия самостоятелен проект на певицата за годината носи името „Да ти олекне“ и видеоклипът и песента се появяват в края на месец февруари. На 27 май 2016 заедно с видеоклип излиза дуета и с Цветелина Янева и Азис – Пей сърце. На 25 юли Лорена представи дебютния си сингъл „Все ми е тая“, в който участие взема и Галена. На 21 септември излиза новото видео на Фики е към песента – „С друг ме бъркаш“. Голямата изненада в новия проект на обичания изпълнител е специалното участие на Галена. На 3 октомври излиза видеоклип на Галена е към песента „#МамаУраган“.
Галена даде старта на музикалната 2017 година в ефира на Планета ТВ. Точно в полунощ официалният канал на медията в YouTube представи най-новата песента му – „Мина ми“. На 22 декември Галена изпълнява #ПростоШоу.
На 8 май 2018 г. излиза видеото към първата песен на Галена за годината „#ДайМиЛюбов“. В разгара на лятото излиза третата ѝ песен с Цветелина Янева – „Маракеш“. Видеото към песента излиза на 18 юли, а музиката и аранжимента са дело на румънския композитор Кости. Песента става голям хит и близо два месеца стои на челното място в класацията на Signal.bg „50-те най“. На 8 ноември излиза видеоклипа към песента „Феноменален“.
На 21 януари 2019 г. излиза видеоклипа към първата песен за годината „Сърце“. В края на април излиза видеото към песента „Добре ли си“, която е в дует със сръбската звезда Миле Китич. Песента „Паника“ е летния сингъл на певицата, който излиза заедно с ефектно видео на 26 юли. На 25 ноември премиера прави новия дует на Галена и Фики – Ламборгини.[източник? (Поискан днес)]
През 2021 и 2022 г. е треньор в предаването „Гласът на България“, като през 2021 г. печели участничка от нейния отбор.[източник? (Поискан днес)]
През 2022 година издава 3 песни – „Еуфория“ на 31 май, „Честит рожден ден“ на 12 декември и „Не си ме давай“ в дует със Саби в края на годината.

### 2024 – Настояще
По случай 20 години на сцена, на 20-ти юни 2024 Галена издава шестия си албум 'GALENAXX' включващ 9 нови песни, 1 ремикс и компилация от 10 вече издадени хитови парчета.
Галена е гост-изпълнител на концертите на Преслава и Тони Стораро по повод годишнините им на сцена.
В началото на 2025 г. Галена участва в благотворителното издание на „Като две капки вода“ и обявява концерта си „Еуфория“ на 8 ноември в зала Арена София.
През пролетта на 2025 г. е обявено, че Галена ще бъде част от журито на деветия сезон на „България търси талант“

## Международни проекти

### 2013 – 15:Body Language
През 2013 г. Галена стартира международен проекти. На 17 юни илиза новата и песен Vatreno, vatreno, която е в дует със сръбския рап изпълнител MC Stojan. През 2014 г. Галена изненада феновете с англоезично парче. Парчето е озаглавено Body Language и е представено от Roton Music. На 24 юни 2015 г. излиза видеоклипа към новата чуждо-езична песен на Галена със заглавие Te Quiero заедно с румънската група „Акчент“.

## Модна дейност
През 2013 г. създава специална линия за марката Beyond. Линията наречена G Spot – Galena for Beyond. Певицата работи в колаборация със своя дългогодишен стилист Добромир Киряков и Борче Ристовски.

## ЛГБТ активизъм
Галена е основният изпълнител на официалния концерт на София Прайд през 2019 г.
Галена е описана като активист в „Хора с глас“, издание на фондация „GLAS“, профилиращо 37 правозащитници на ЛГБТ права в България.

## Дискография

### Студийни албуми
- Галена (2006)[41]
- След 12 (2008)[42]
- Официално забранен (2010)[43]
- Аз (2011)[44]
- Кой (2015)[45]
- GALENAXX (2024)[46]

### Компилации
- Златните хитове на Пайнер 15 – Галена (2013)[47]

## Турнета и самостоятелни концерти
Самостоятелно турне
- Галена – USA Tour (2011)
- Галена – USA Tour and Canada (2016)
- Галена – USA Tour (2018)

Концерти зад граница – Турция, Северна Македония, Испания, Белгия, Великобритания, Германия, САЩ.
Галена участва в Националното турне на „Планета ТВ“ от 2007 до 2014 г.

## Награди

### Годишни музикални награди на „Планета ТВ“
| Година | Получател          | Награда                                                  |
| ------ | ------------------ | -------------------------------------------------------- |
| 2006   | Галена             | Мис Секси 2006                                           |
| 2007   | Утешителна награда | Рингтон на годината                                      |
| 2007   | Галена             | Най-прогресиращ изпълнител                               |
| 2008   | Знам диагнозата    | Дискотечен хит                                           |
| 2008   | Галена             | Най-прогресиращ изпълнител                               |
| 2009   | За последно        | Рингтон на годината                                      |
| 2010   | Тихо ми пази       | Специална награда на радио „Веселина“ за Хит на годината |
| 2010   | Аларма             | Артистично присъствие на изпълнител във видеоклип        |
| 2010   | Галена             | Певица на годината                                       |
| 2011   | Галена             | Посланик на българската музика зад граница               |
| 2011   | DJ-ят ме издаде    | Дискотечен хит                                           |
| 2011   | Аз                 | Албум на годината                                        |
| 2012   | Галена             | Оригинално присъствие на клубна сцена                    |
| 2012   | Спри ме            | Видеоклип на годината                                    |
| 2013   | Кой                | Дует на годината                                         |
| 2013   | Дай ми             | Видеоклип на годината                                    |
| 2013   | Галена             | Певица на годината                                       |
| 2014   | Хавана Тропикана   | Най-излъчвана песен в ефира на радио Веселина            |
| 2014   | Хавана Тропикана   | Дискотечен хит                                           |
| 2014   | Хавана Тропикана   | Видеоклип на годината                                    |
| 2014   | Галена             | Музикален идол                                           |
| 2015   | В твоите очи       | Дует на годината                                         |
| 2015   | Една жена          | Артистично присъствие на изпълнител във видеоклип        |
| 2015   | Галена             | Оригинално присъствие на концертната сцена               |
| 2015   | Галена             | Най-гледан изпълнител в YouTube                          |
| 2015   | Галена             | Музикален идол                                           |

### Други награди
| Година | Получател        | Церемония                            | Награда                                                   |
| ------ | ---------------- | ------------------------------------ | --------------------------------------------------------- |
| 2005   | Галена           | Скопски филиграни                    | 2-ра награда на публиката                                 |
| 2007   | Галена           | Годишни награди на списание „Блясък“ | Удар на годината                                          |
| 2007   | Галена           | Годишни награди на „Нов фолк“        | Най-прогресиращ изпълнител                                |
| 2008   | Знам диагнозата  | Годишни награди на „Нов фолк“        | Кавър версия на годината                                  |
| 2008   | Галена           | Годишни награди на радио „Романтика“ | Изпълнител на авантюра                                    |
| 2008   | Галена           | Награди на списание „ОК“             | Мис опасни връзки                                         |
| 2009   | За последно      | Годишни награди на радио „Романтика“ | Песен за секс                                             |
| 2009   | За последно      | Годишни награди на „Нов фолк“        | Видеоклип на годината                                     |
| 2010   | Галена           | Годишни награди на радио „Романтика“ | Изпълнителка № 1 на любовни песни                         |
| 2010   | Тихо ми пази     | Годишни награди на „Нов фолк“        | Песен на годината                                         |
| 2010   | Галена           | Годишни награди на „Signal.bg“       | Фолк идол на годината                                     |
| 2011   | Аз               | Годишни награди на „Нов фолк“        | Албум на годината                                         |
| 2011   | Аз               | Годишни награди на радио „Романтика“ | Албум на годината                                         |
| 2011   | Галена           | Годишни награди на „Нов фолк“        | Оригинално сценично присъствие                            |
| 2011   | Галена           | Годишни награди на „Signal.bg“       | Фолк идол на годината                                     |
| 2013   | Кой              | Годишни награди на „Signal.bg“       | Песен на годината                                         |
| 2014   | Галена           | Годишни награди на „Signal.bg“       | „Най-харесвана попфолк певица                             |
| 2014   | Хавана Тропикана | Годишни награди на „Signal.bg“       | Песен на годината                                         |
| 2014   | Хавана Тропикана | „Folk club REVUE“                    | Песен на годината                                         |
| 2014   | Хавана Тропикана | Годишни награди на „Signal.bg“       | Видеоклип на годината                                     |
| 2014   | Галена           | Годишни награди на „Signal.bg“       | Фолк идол на годината                                     |
| 2014   | Боже прости      | „Folk club REVUE“                    | Дует на годината                                          |
| 2014   | Галена           | „Folk club REVUE“                    | Певица на годината                                        |
| 2014   | Галена           | „The Cotton club“                    | Певица на годината                                        |
| 2014   | Галена           | „Best Erotic Model“                  | Секс идол на годината                                     |
| 2015   | Галена           | „Академията за мода“                 | Модна икона                                               |
| 2015   | Стара каравана   | „Folk club REVUE“                    | Песен на годината                                         |
| 2015   | В твоите очи     | „Folk club REVUE“                    | Дует на годината                                          |
| 2015   | Една жена        | Годишни награди на „Signal.bg“       | Видеоклип на годината                                     |
| 2015   | В твоите очи     | „Live Music Awards“                  | Дует на годината                                          |
| 2016   | Галена           | Годишни награди на „Signal.bg“       | Фолк идол на годината                                     |
| 2017   | Галена           | Годишни награди на „Signal.bg“       | Най-харесвана попфолк певица                              |
| 2017   | #TheBo$$         | Годишни награди на „Signal.bg“       | Видеоклип на годината                                     |
| 2017   | #JustShow        | The 1 Lifestyle Awards               | Видеоклип на годината                                     |
| 2018   | Шефката          | The 1 Lifestyle Awards               | Колаборация на годината                                   |
| 2018   | Галена           | Годишни награди на „Signal.bg“       | Най-харесвана попфолк певица                              |
| 2018   | Маракеш          | Годишни награди на FolkPlus          | Видеоклип на годината                                     |
| 2018   | Шефката          | Годишни награди на FolkPlus          | Дискотечен хит на годината                                |
| 2019   | Галена           | Годишни награди на FolkPlus          | Певица на годината                                        |
| 2019   | Галена           | Годишни награди на FolkPlus          | Инстаграм идол на годината                                |
| 2020   | Галена           | Годишни награди на FolkPlus          | Певица на годината                                        |
| 2020   | Галена           | Годишни награди на „Signal.bg“       | Фолк идол на годината                                     |
| 2020   | 100 живота       | Годишни награди на „Signal.bg“       | Видеоклип на годината                                     |
| 2020   | 100 живота       | Годишни награди на „Signal.bg“       | Попфолк хит на годината                                   |
| 2021   | Галена           | Годишни награди на „Signal.bg“       | Най-харесвана попфолк певица                              |
| 2021   | Галена           | Годишни награди на FolkPlus          | Певица на годината                                        |
| 2021   | Азис и Галена    | Годишни награди на FolkPlus          | Дует на годината                                          |
| 2021   | Скандал          | Годишни награди на FolkPlus          | Клип на годината                                          |
| 2021   | Скандал          | Годишни награди на FolkPlus          | Кавър на годината                                         |
| 2024   | Delta Force      | Годишни награди на радио „Веселина“  | Балкански хит                                             |
| 2024   | Галена           | Годишни награди на радио „Веселина“  | Най-излъчван изпълнител в ефира на радио Веселина за 2024 |

## Музикални успехи

### Годишни награди на Signal.bg
| Година | Изпълнител | Фолк идол |
| ------ | ---------- | --------- |
| 2010   | Галена     | Спечелена |
| 2011   | Галена     | Спечелена |
| 2014   | Галена     | Спечелена |
| 2016   | Галена     | Спечелена |
| 2020   | Галена     | Спечелена |

### 10-те най
| Година | Изпълнител | 10-те най-влиятелни попфолк изпълнители |
| ------ | ---------- | --------------------------------------- |
| 2013   | Галена     | Спечелена                               |
| 2014   | Галена     | Спечелена                               |
| 2015   | Галена     | Спечелена                               |

### Звездно
| Година | Получател | Най-стилно облечен изпълнител на ГМН на Планета |
| ------ | --------- | ----------------------------------------------- |
| 2012   | Галена    | Спечелена                                       |

### Фолкмаратон
| Година | Получател          | Хит на лятото |
| ------ | ------------------ | ------------- |
| 2013   | „Дай ми“           | Спечелена     |
| 2014   | „Хавана Тропикана“ | Спечелена     |